# Jamie Jacobs
Jamie Jacobs (Purmerend, 3 dicembre 1997) è un calciatore olandese, centrocampista dell'Almere City.

## Biografia
È il fratello di Joey Jacobs, anch'egli calciatore professionista.

## Caratteristiche tecniche
È un trequartista.

## Carriera
Prodotto del settore giovanile dell'AZ Alkmaar, dal 2016 al 2019 gioca nella seconda squadra collezionando alcune apparizioni in panchina con la prima squadra, senza però debuttare. Nel luglio 2019 viene prestato al Cambuur club che al termine della stagione attiva l'opzione per l'acquisto a titolo definitivo.

## Statistiche
Statistiche aggiornate al 6 settembre 2021.

### Presenze e reti nei club
| Stagione        | Squadra         | Campionato      | Campionato | Campionato | Coppe nazionali | Coppe nazionali | Coppe nazionali | Coppe continentali | Coppe continentali | Coppe continentali | Altre coppe | Altre coppe | Altre coppe | Totale | Totale |
| Stagione        | Squadra         | Comp            | Pres       | Reti       | Comp            | Pres            | Reti            | Comp               | Pres               | Reti               | Comp        | Pres        | Reti        | Pres   | Reti   |
| --------------- | --------------- | --------------- | ---------- | ---------- | --------------- | --------------- | --------------- | ------------------ | ------------------ | ------------------ | ----------- | ----------- | ----------- | ------ | ------ |
| 2016-2017       | Jong AZ Alkmaar | 2D              | 28         | 5          |                 | -               | -               |                    | -                  | -                  |             | -           | -           | 28     | 5      |
| 2017-2018       | Jong AZ Alkmaar | 1D              | 33         | 9          |                 | -               | -               |                    | -                  | -                  |             | -           | -           | 33     | 9      |
| 2018-2019       | Jong AZ Alkmaar | 1D              | 25         | 2          |                 | -               | -               |                    | -                  | -                  |             | -           | -           | 25     | 2      |
| 2019-2020       | Cambuur         | 1D              | 23         | 12         | CO              | 1               | 0               |                    | -                  | -                  |             | -           | -           | 24     | 12     |
| 2020-2021       | Cambuur         | 1D              | 27         | 8          | CO              | 2               | 1               |                    | -                  | -                  |             | -           | -           | 29     | 9      |
| 2021-2022       | Cambuur         | ED              | 4          | 2          | CO              | 0               | 0               |                    | -                  | -                  |             | -           | -           | 4      | 2      |
| Totale carriera | Totale carriera | Totale carriera | 140        | 38         |                 | 3               | 1               |                    | -                  | -                  |             | -           | -           | 143    | 39     |

## Palmarès

### Club

#### Competizioni nazionali
- Tweede Divisie: 1

Jong AZ Alkmaar: 2016-2017
- Eerste Divisie: 2

Cambuur: 2020-2021
Volendam: 2024-2025